# Електромагнетски спектар
Електромагнетски спектар сачињава цела област електромагнетског зрачења укључујући радио-таласе, инфрацрвене зраке, видљиву светлост, рендгентске зраке, гама зраке. Електромагнетско зрачење преноси енергију и креће се брзином светлости која износи 300000 km / с. Током кретања енергија се размењује између електричног и магнетског поља. Док јачина једног поља расте, другог опада и обрнуто. Брзина којом се ово дешава назива се фреквенција зрачења. Различите врсте електромагнетског зрачења имају различите фреквенције и различите таласне дужине.
| Класа | Класа                     | Класа                    |      | Фрекв- енција               | Таласна- дужина              | Енергија |
| --- | ------------------------- | ------------------------ | ---- | --------------------------- | ---------------------------- | -------- |
| Јонизациона радијација | γ                         | Гама зраци               |      | 300                         | 1                            | 1,24     |
| Јонизациона радијација | γ                         | Гама зраци               |      | 300                         | 1                            | 1,24     |
| Јонизациона радијација | γ                         | Гама зраци               |      | 30                          | 10                           | 124      |
| Јонизациона радијација | Тврди X-зраци             |                          |      | 30                          | 10                           | 124      |
| Јонизациона радијација |                           | 3                        | 100  | 12,4                        |                              |          |
| Јонизациона радијација | Меки X-зраци              | 3                        | 100  | 12,4                        |                              |          |
| Јонизациона радијација |                           | 300                      | 1    | 1,24                        |                              |          |
| Јонизациона радијација |                           | 300                      | 1    | 1,24                        |                              |          |
| Јонизациона радијација |                           | 30                       | 10   | 124                         |                              |          |
| Јонизациона радијација | Екстремно ултраљубичасто  | 30                       | 10   | 124                         |                              |          |
| Јонизациона радијација |                           | 3                        | 100  | 12,4                        |                              |          |
| |                           | 3                        | 100  | 12,4                        | Блиско ултраљубичасто        |          |
| Светло |                           | 300                      | 1    | 1,24                        |                              |          |
| Светло | Блиско инфрацрвено        | 300                      | 1    | 1,24                        |                              |          |
| |                           | 30                       | 10   | 124                         |                              |          |
| | Средње инфрацрвено        | 30                       | 10   | 124                         |                              |          |
| | 3                         | 100                      | 12,4 |                             |                              |          |
| | 3                         | 100                      | 12,4 | Далеко инфрацрвено          |                              |          |
| | 300                       | 1                        | 1,24 |                             |                              |          |
| Микро таласи и радио таласи | 300                       | 1                        | 1,24 | EHF                         | Екстремно висока фреквенција |          |
| Микро таласи и радио таласи |                           | 30                       | 1    | EHF                         | Екстремно висока фреквенција | 124 μeV  |
| Микро таласи и радио таласи | Супер висока фреквенција  | 30                       | 1    |                             |                              | 124 μeV  |
| Микро таласи и радио таласи |                           | 3                        | 1    | 12,4                        |                              |          |
| Микро таласи и радио таласи | Ултра висока фреквенција  | 3                        | 1    | 12,4                        |                              |          |
| Микро таласи и радио таласи |                           | 300                      | 1    | 1,24                        |                              |          |
| Микро таласи и радио таласи | Веома висока фреквенција  | 300                      | 1    | 1,24                        |                              |          |
| Микро таласи и радио таласи |                           | 30                       | 10   | 124                         |                              |          |
| Микро таласи и радио таласи | Висока фреквенција        | 30                       | 10   | 124                         |                              |          |
| Микро таласи и радио таласи |                           | 3                        | 100  | 12,4                        |                              |          |
| Микро таласи и радио таласи | Средња фреквенција        | 3                        | 100  | 12,4                        |                              |          |
| Микро таласи и радио таласи |                           | 300                      | 1    | 1,24                        |                              |          |
| Микро таласи и радио таласи | Ниска фреквенција         | 300                      | 1    | 1,24                        |                              |          |
| Микро таласи и радио таласи |                           | 30                       | 10   | 124                         |                              |          |
| Микро таласи и радио таласи | Very low frequency        | 30                       | 10   | 124                         |                              |          |
| Микро таласи и радио таласи |                           | 3                        | 100  | 12,4                        |                              |          |
| |                           | 3                        | 100  | 12,4                        | Ултра ниска фреквенција      |          |
| | 300                       | 1000                     | 1,24 |                             |                              |          |
| | 300                       | 1000                     | 1,24 | Супер ниска фреквенција     |                              |          |
| | 30                        | 10000                    | 124  |                             |                              |          |
| | 30                        | 10000                    | 124  | Екстремно ниска фреквенција |                              |          |
| | 3                         | 100000                   | 12,4 |                             |                              |          |
| | 3                         | 100000                   | 12,4 |                             |                              |          |
| Извори: Датотека:Light spectrum.svg |                           |                          |      |                             |                              |          |
| Legend |                           |                          |      |                             |                              |          |
| \| γ = Гама зраци \| = Средње инфрацрвено \| = Висока фрекв. \| \| = Тврди X-зраци \| = Далеко инфрацрвено \| = Средња фрекв. \| \| = меки X-зраци \| Радио таласи \| = Ниска фрекв. \| \| = Екстремно ултраљубичасто \| = Екстремно висока фрекв. \| = Веома ниска фрекв. \| \| = Блиско ултраљубичасто \| = Супер висока фрекв. \| = Фрекв. гласа \| \| Видљиво светло \| = Ултра висока фрекв. \| = Супер ниска фрекв. \| \| = Блиско инфрацрвено \| = Веома висока фрекв. \| = Екстремно ниска фрекв. \| \| \| \| Фрекв = Фреквенција \| |                           |                          |      |                             |                              |          |
| γ = Гама зраци | = Средње инфрацрвено      | = Висока фрекв.          |      |                             |                              |          |
| = Тврди X-зраци | = Далеко инфрацрвено      | = Средња фрекв.          |      |                             |                              |          |
| = меки X-зраци | Радио таласи              | = Ниска фрекв.           |      |                             |                              |          |
| = Екстремно ултраљубичасто | = Екстремно висока фрекв. | = Веома ниска фрекв.     |      |                             |                              |          |
| = Блиско ултраљубичасто | = Супер висока фрекв.     | = Фрекв. гласа           |      |                             |                              |          |
| Видљиво светло | = Ултра висока фрекв.     | = Супер ниска фрекв.     |      |                             |                              |          |
| = Блиско инфрацрвено | = Веома висока фрекв.     | = Екстремно ниска фрекв. |      |                             |                              |          |
| |                           | Фрекв = Фреквенција      |      |                             |                              |          |

## Фреквенција и таласна дужина
Фреквенција се мери у херцима. Она је број пута у секунди да електрично поље достиже своју максималну вредност. Таласна дужина је растојање које талас пређе за време које је потребно електричном пољу да са максималне спадне на своју минималну вредност и врати се поново на максималну. Због тога таласна дужина је једнака количнику брзине светлости и фреквенције.
{\displaystyle \lambda ={\frac {hc}{E}}}
{\displaystyle \nu ={\frac {E}{h}}}
где је са E означена фотонска енергија, c брзина светлости, а са h Планкова константа.
Таласни број је број таласних циклуса у јединици дужине:
{\displaystyle k={\frac {E}{h\cdot c}}}

## Видљива светлост
Видљива светлост била је најприступачнија посматрању, те је разумљиво зашто се оптика почела најпре развијати у подручју светлости коју директно осећамо чулом вида. Међутим, касније је установљено помоћу разних инструмената да поред видљиве светлости у природи постоје и друге радијације које су невидљиве за наше око а имају сличне особине као и видљива светлост. Показало се да око види само једно врло уско подручје радијација које се јављају у природи. Херц је својим експериментима показао да радио-таласи имају сличне особине као и видљива светлост. Упознавањем електричне структуре материје дошло се до закључка да атоми и молекули емитују светлост односно да и светлост има електромагнетску природу.

## Електромагнетске радијације
Убрзо је образовано гледиште да електромагнетске радијације обухватају врло широко подручје у погледу таласних дужина, па су све познате радијације овакве природе поређане по таласним дужинама, јер је закључено да сви они имају исту природу, разликују се само по таласним дужинама и фреквенцији. Кад се пође од спектра са видљивом светлошћу може се лако установити да се са обе стране стране спектра настављају радијације исте природе које су невидљиве за људско око, али се могу установити инструментима. Невидљиве радијације које показују изразито топлотно дејство назване су инфрацрвени зраци. Подручје радио-таласа које се граничи са подручјем инфрацрвених зрака названо је микроталасима. Ово подручје, нарочито у последње време, нашло је примене у одређивање својства молекула. Микроталаси користе таласне дужине од неколико центиметара, које одговарају фреквенцијама од хиљаду милиона херца.
Таласне дужине су изразене у ангстремима (10 на -10). У радио-техници данас се употребљавају радио-таласи таласне дужине од неколико километара, али се они могу начинити и произвољно дугим, јер у овом смеру не постоји ограничење.

### Таласне дужине електромагнетских радијација
Између радио-таласа и видљиве светлости, посматрано у погледу таласне дужине, налази се област инфрацрвених зрака. У спектроскопији ова област се дели на три подручја: блиско, средње и далеко. Блиско подручје има опсег таласних дужина од 7800 до 3*10000 Å (ангстрема), то је подручје које се граничи са видљивом светлошћу. Средње подручје има опсег од 3*10000 до 3*100000, а далеко подручје од 3*100000 до 3*1000000 и оно се Граничи са радио-таласима. Идући ка мањим таласним дужинама налази се област видљиве светлости, а затим ултраљубичасти зраци. На сличан начин, у спектоскопији, област ултраљубичастих зрака се дели на блиско (3800 Å до 2000 Å) и далеко (2000 до 100 Å) подручје ултраљубичастих зрака. Иза ових још мање таласне дужине имају икс-зраци, затим ɣ-зраци и секундарни космички таласи. Извесне области се преклапају на граничним деловима. Ово не треба схватити као два различита зрачења већ као једно те исто зрачење произведено на различите начине. Обично начин производње одређује дату област али се на граничним деловима иста зрачења могу произвести или на један или на други начин, те их стога убрајамо у једну или другу област таласних дужина електромагнетских радијација. Опсег електромагнетских радијација веома је велики. Са општег становишта нема никаквих познатих појава које ограничавају опсег таласних дужина. Једина граница у овом погледу је практична могућност њихове производње. Видљива светлост представља врло уску област од целокупног спектра електромагнетских осцилација. При Томе видљива светлост не представља никакво подручје које би се битно разликовало од осталих подручја. Опсег видљиве светлости ограничавају само физиолошке особине људског ока што уопште посматрано у физици нема никаквог већег значаја. Мрежњача у оку је осетљива само на таласне дужине у назначеном опсегу видљиве светлости Остале области већих или мањих таласних дужина није у стању да осети те се у овим областима научници служе другим инструментима.